# Trichomanes diversifrons
Trichomanes diversifrons är en hinnbräkenväxtart som först beskrevs av Jean Baptiste Bory de Saint-Vincent, och fick sitt nu gällande namn av Georg Heinrich Mettenius. Trichomanes diversifrons ingår i släktet Trichomanes och familjen Hymenophyllaceae. Inga underarter finns listade.